# Imrryr
Imrryr est une ville imaginaire présente dans Le Cycle d'Elric et dans le supplément Melniboné du jeu de rôles Elric, dont sont extraites les données qui suivent. C'est la ville natale du prince Elric de Melniboné. C'est la seule ville de ce peuple, sa capitale et son refuge.

## Géographie et physionomie
Ceinte d'épaisses murailles, Imrryr est faite de tours interminables érigées grâce à la magie. L'imagination des habitants est sans limite, tant dans le sublime que dans l'horreur. Chaque fois qu'un empereur meurt, on abat sa tour et on en construit une autre qui portera le nom de son successeur, et ce jusqu'à sa mort.
Imrryr est la seule demeure des Melnibonéens, si l'on excepte les exilés. Il n'y a donc aucun village, aucune villa, pas même de forteresse auprès d'elle. Toute la population vit dans ses murs et n'en sort que rarement, le temps d'un déjeuner sur l'herbe ou d'une chevauchée.
La plus grande partie de la cité est interdite aux humains qui sont arrêtés, torturés et exécutés (ou réduits en esclavage) s'ils y entrent sans un Melnibonéen pour les guider. Ils n'ont accès qu'au quartier du port, où une tour leur est réservée.
Ce port est le poumon économique de la cité : contre de l'or, de la nourriture, des esclaves et des matières premières, les habitants des Jeunes Royaumes y achètent des drogues, des objets d'art, des objets magiques, des démons apprivoisés, et tout ce qu'une société extrêmement évoluée et raffinée (voire décadente) a à offrir.
Nombreux sont ceux qui voudraient piller Imrryr, mais la ville est défendue par le labyrinthe : un réseau de cavernes à travers une falaise, où les pilotes de Melniboné mènent les navires tandis que leurs équipages ont les yeux bandés ou restent dans la cale. Ces cavernes comptent même des retraites où les nefs géantes de l'Empire attendent, cachées dans l'ombre, un intrus trop audacieux.

## Population
La plus grande partie de la population d'Imrryr est composée d'esclaves abrutis de drogues. Ils travaillent dans une torpeur béate pour leurs maîtres inhumains, les Melnibonéens. Ces derniers ne travaillent pas, sauf goût personnel pour tel ou tel domaine, et ce travail tient plus de la recherche artistique ou scientifique.
Une autre catégorie de population est celle des humains libres. Méprisés, parqués, ils n'ont pas le droit de parler d'eux-mêmes à un Melnibonéen, et doivent rester dans leur propre tour.
Enfin, entre ces deux mondes, on trouve les métis. Méprisés des Melnibonéens de souche, haïs des humains, ils servent d'intermédiaires louches.

## Gouvernement
Imrryr est la capitale des Empereurs-Dragons qui règnent directement sur elle. Leur pouvoir est absolu, car il vient des dieux du Chaos qui ont fait la grandeur de Melniboné. Il existe cependant un capitaine de la garde qui gère les affaires quotidiennes, aidé d'un inquisiteur expert en torture.
Dans les faits, pourtant, Imrryr est une anarchie. Chaque maisonnée, chaque temple, mène ses affaires comme elle l'entend. Le tout est de rester suffisamment discret pour ne pas se faire remarquer de la garde. Cette "schizophrénie" vient pour partie des traditions, et pour partie du fait que les Melnibonéens s'estiment suffisamment évolués pour ne pas avoir besoin d'un contrôle trop étroit de leurs vies. Toute autre hypothèse serait une insulte à leur orgueil.

## Histoire
Imrryr ne fut pas la première ville des Melnibonéens, mais elle sera la dernière.
Lorsque Elric part explorer le monde, il confie la régence à son cousin Yyrkoon. Ce dernier abuse de la puissance des dragons, seuls défenseurs de la ville, contre de simples pirates, sans leur laisser le temps de dormir. Il commet ainsi l'erreur qu'Elric voulait conjurer : par sa politique de puissance brute, aveugle et xénophobe, il épuise les maigres forces de son peuple. Au second assaut, mené par une vaste flotte, la ville tombe et sa destruction est totale.